# ۳-پنتانول
۳-پنتانول (به انگلیسی: 3-Pentanol) با فرمول شیمیایی C۵H۱۲O یک ترکیب شیمیایی با شناسه پاب‌کم ۱۱۴۲۸ است. که جرم مولی آن 88.148 g/mol می‌باشد. شکل ظاهری این ترکیب، مایع بی‌رنگ است.